# مهر پاسپورت

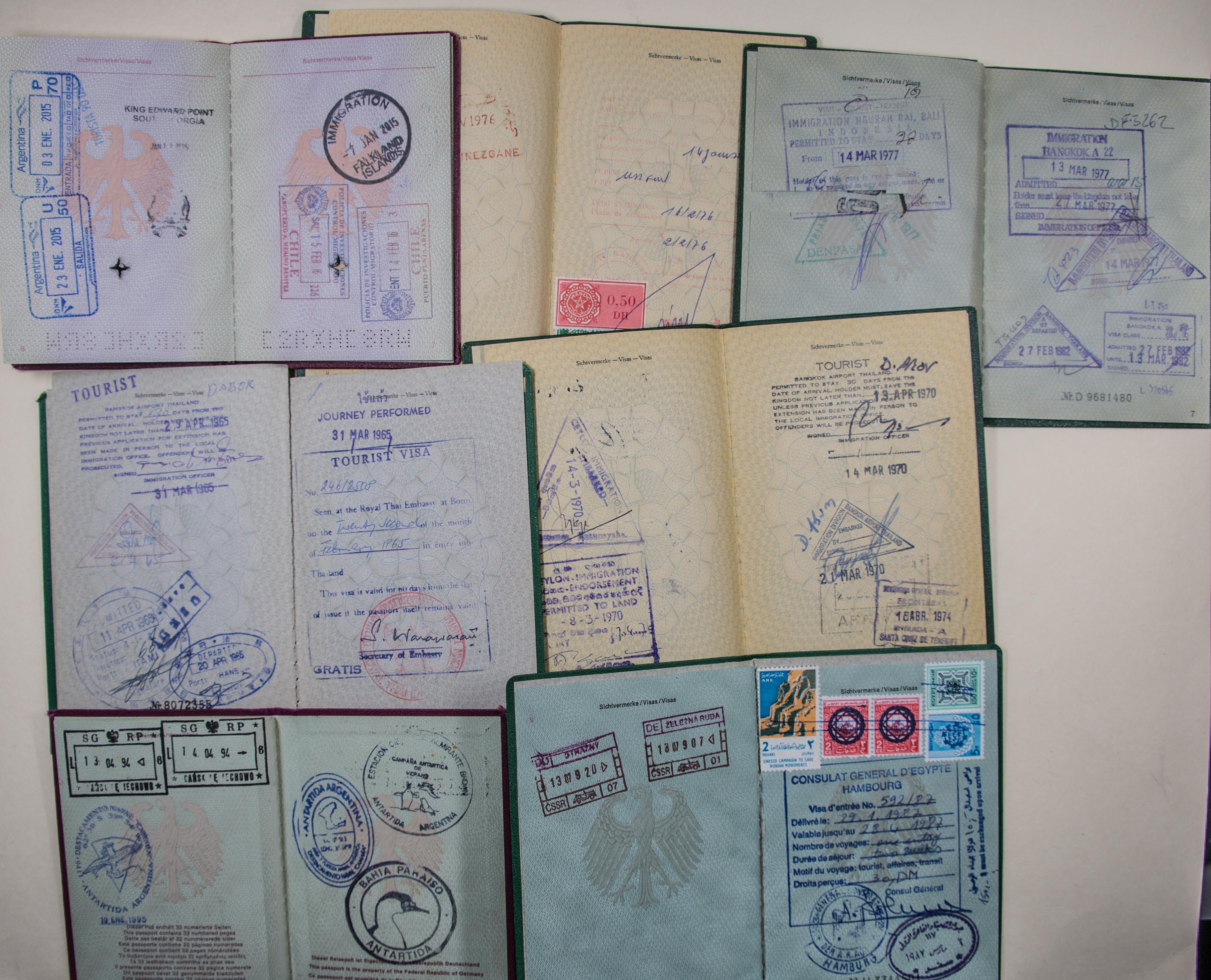
پاسپورت های آلمانی با مهر داخل آن

مهر پاسپورت (به انگلیسی: Passport stamp) یک اثر مرکب شده در پاسپورت است که معمولاً با مهر لاستیکی هنگام ورود یا خروج از یک قلمرو ایجاد می‌شود.
مهرهای گذرنامه ممکن است گهگاه به شکل مهرهای برچسب‌مانند همچون مهرهای ورودی که حین ورود به ژاپن زده می‌شود باشند. بسته به کشور مقصد، بازدیدکننده ممکن است اصلاً تمبری دریافت نکند (مگر اینکه به‌طور خاص درخواست شود)، مانند یک شهروند اتحادیه اروپا یا انجمن تجارت آزاد اروپا که به منطقه شنگن، آلبانی، یا مقدونیه شمالی سفر می‌کند. بیشتر کشورها علاوه بر مهر ورود، تمبر خروج نیز صادر می‌کنند. چند کشور از جمله کانادا، السالوادور، ایرلند، مکزیک، نیوزیلند، سنگاپور، بریتانیا و ایالات متحده فقط مهر ورودی صادر می‌کنند.
استرالیا، هنگ کنگ، اسرائیل، ماکائو و کره جنوبی در هنگام ورود و خروج مهر گذرنامه نمی‌زنند. این کشورها یا مناطق در عوض برگه فرود صادر می‌کنند، به استثنای استرالیا که هیچ گونه مدرک فیزیکی برای ورود صادر نمی‌کند. ویزا ممکن است به شکل مهر پاسپورت نیز باشد.
از آنجا که هیچ مرجع حاکمیتی وجود ندارد، قطب جنوب مهر گذرنامه ندارد. با این حال، پایگاه‌های مختلف آنجا ممکن است در صورت درخواست سوغاتی ارائه کنند.